# Altinum (Stadt)

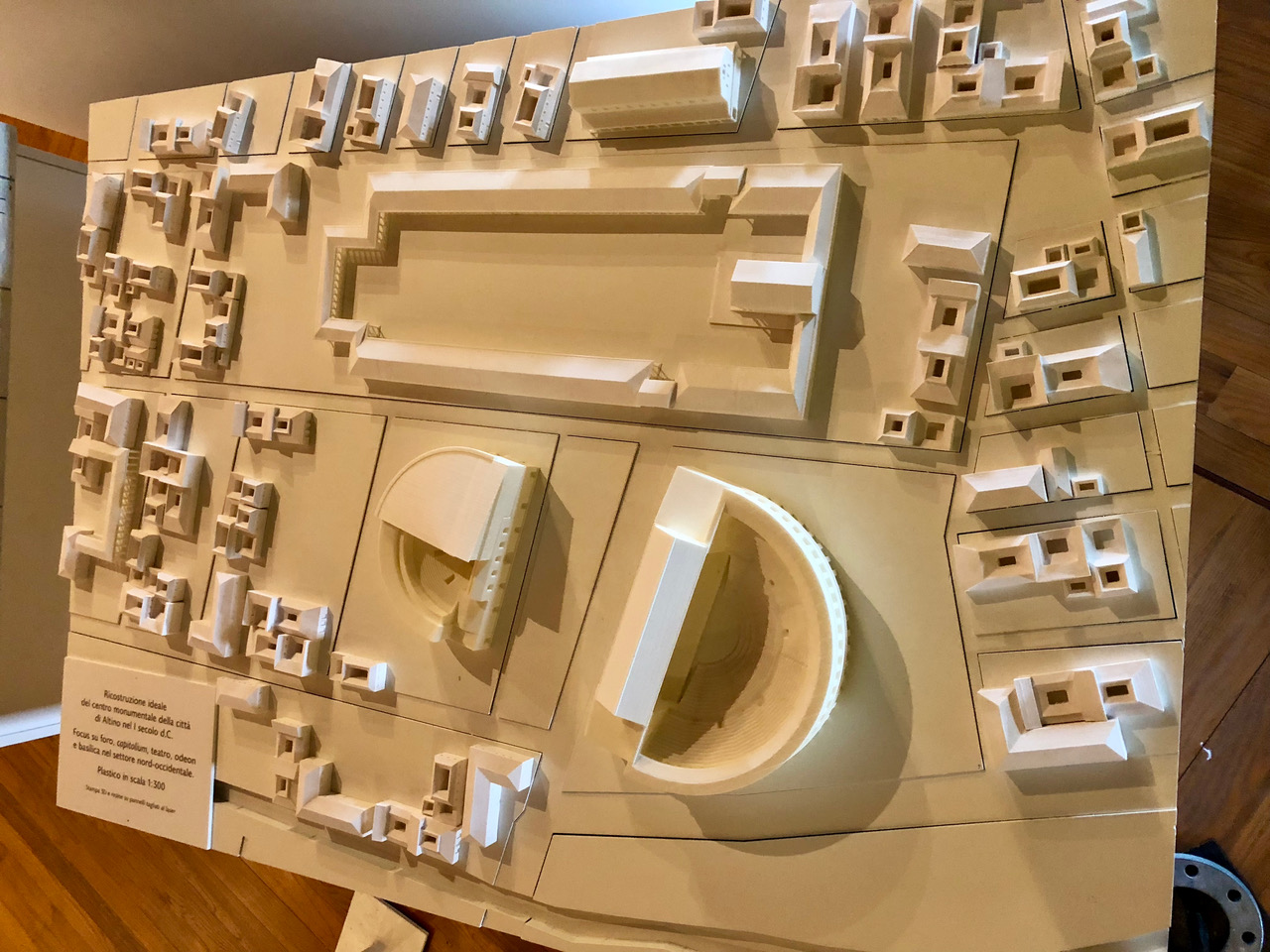
Modell der Monumentalbauten im Kerngebiet Altinums im 1. Jahrhundert

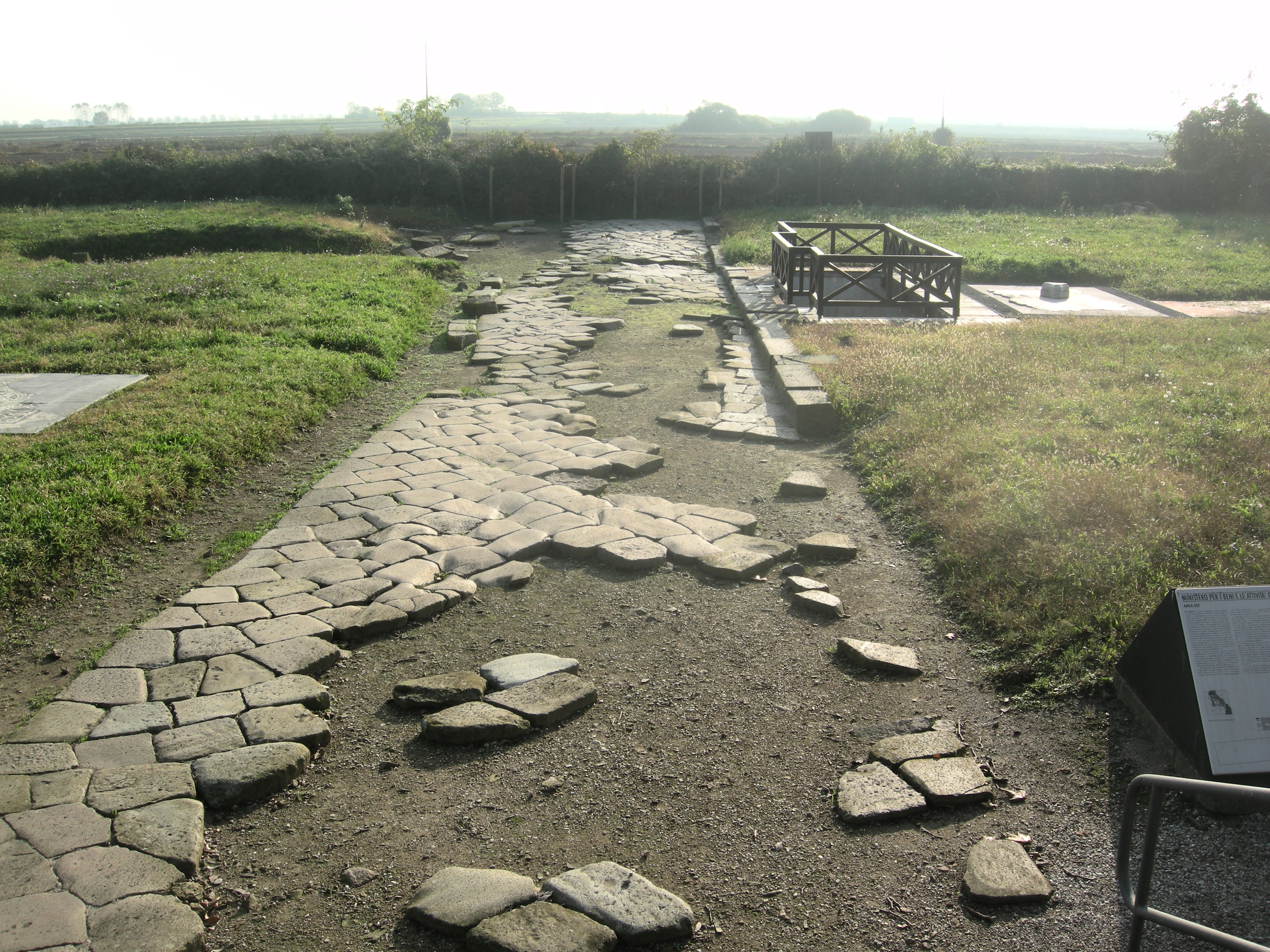
Straße in Altinum, 2009

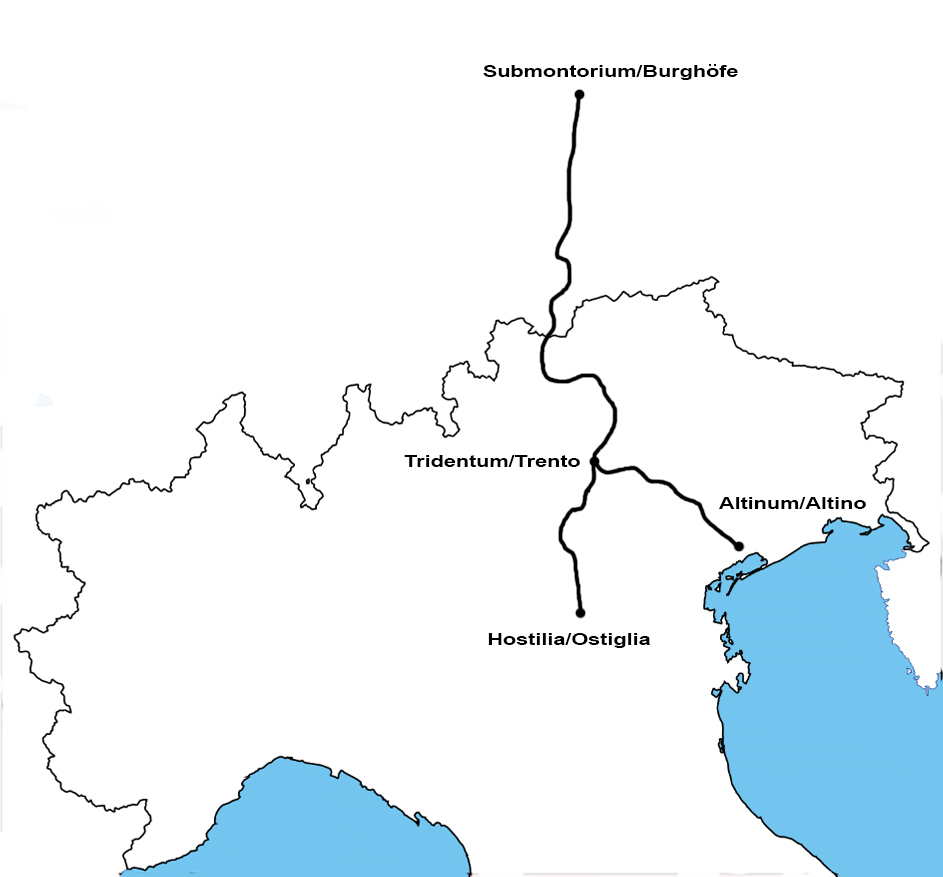
Ausschnitt der wahrscheinlichsten Route der Via Claudia Augusta; bei Trient teilte sich der Weg in eine östliche und eine westliche Route

Altinum war eine Stadt im Nordosten Italiens, an der Lagune von Venedig, die wohl schon im 8. Jahrhundert v. Chr. entstand, und die zwei Nekropolen aufweist. Ihre Blütezeit erlebte die Stadt während der römischen Kaiserzeit, als sie rund 20.000 Einwohner hatte. Sie wurde im 5. und 6. Jahrhundert nach den Überfällen der Hunnen und der Langobarden partiell aufgegeben. Besiedelt blieb sie allerdings bis in die Zeit der Ungarnzüge, genauer um 900. Sie gilt als eine der Vorgängersiedlungen von Venedig.
An der seit 2007 unter Leitung des Paduaner Archäologen Paolo Mozzi und des Geographen Andrea Ninfo nach der Auswertung von Luftbildern erneut beforschten Fundstätte entstand bereits auf der Basis früherer Funde ein Museum unter der Leitung von Margherita Tirelli. Es handelt sich um das Museo Archeologico Nazionale di Altino.
Inzwischen gilt die Stadt mit einer Fläche von rund 100 ha als die größte antike Stadt Norditaliens und wird von Mozzi mit Pompeji verglichen.

## Lage und Binnenstruktur
Die gut erhaltenen Fundamente von Altinum liegen nördlich des Flughafens von Venedig unter einer etwa 100 ha großen Ackerfläche in der Nähe von Quarto d’Altino. Zwei bis drei Meter höher als die umgebende sumpfige Meeresbucht bot die Fläche günstigen Siedlungsraum und war schon mindestens sechs Jahrhunderte bewohnt, ehe sie zum römischen Reich kam. Der antike Ort war umgeben von Flüssen und Kanälen, darunter ein großer Kanal, der mitten durch die Stadt führte und sie mit der Lagune verband.

## Geschichte

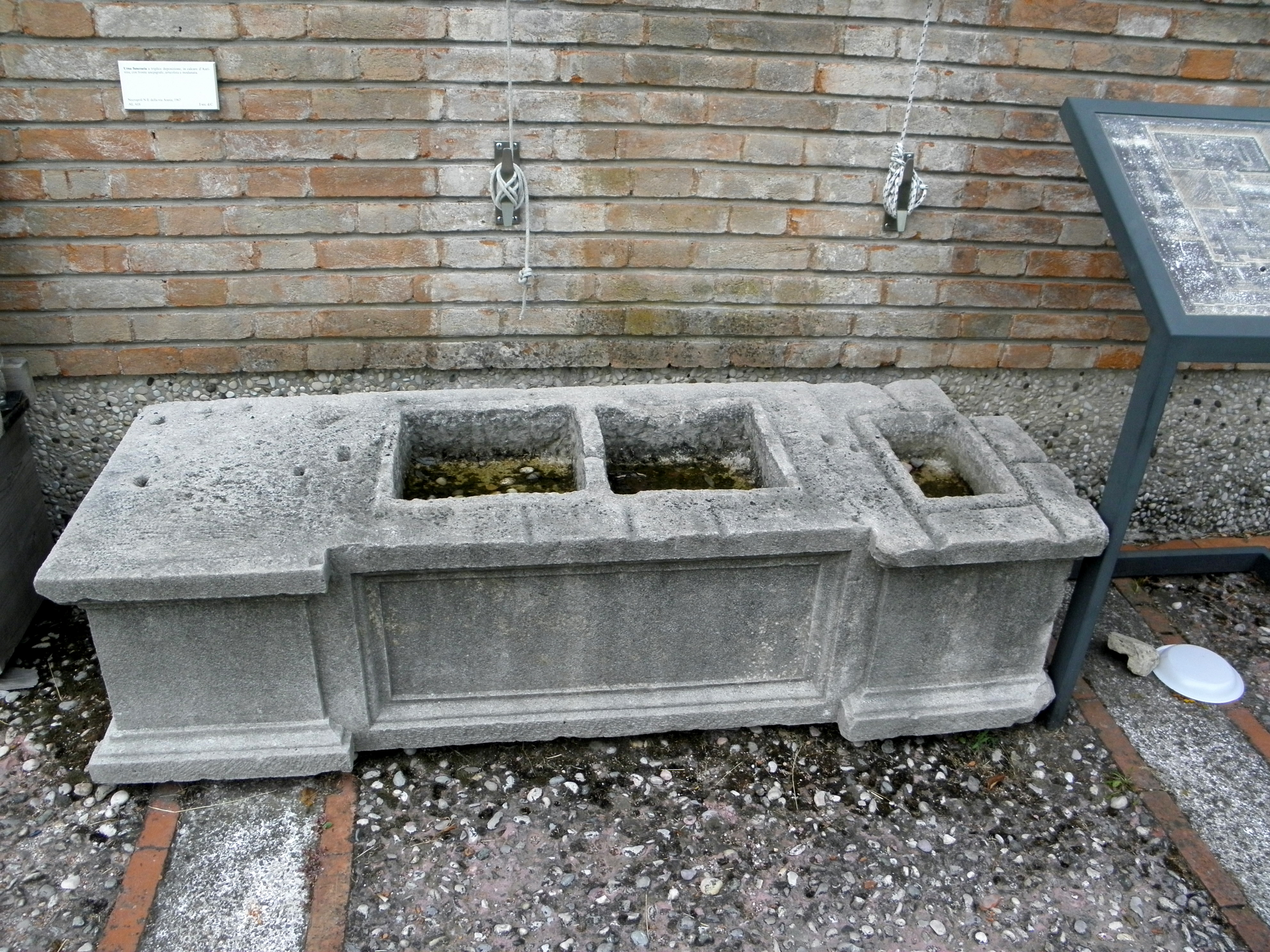
Teil eines römischen Mausoleums

### Vorrömische Zeit
Der Beginn der Siedlung lag am Ende des 2. Jahrtausends v. Chr. Sie ist mit den Venetern verbunden, deren Handel bis zu den Mykenern reichte, wie zahlreiche Keramiken belegen. Nach Ptol. 3.1.30 lag die Siedlung nahe des Sile, eines Flusses, der in die Lagune von Venedig mündete. Über See kamen dementsprechend Waren aus Griechenland, wie attische Vasen aus dem 5. Jahrhundert v. Chr. 
Der Name der Stadt geht möglicherweise auf einen Gott der Veneter namens Altino/Altno zurück, worauf eine lokale Kultstätte aus dem frühen 6. Jahrhundert v. Chr. hinweist.

### Römische Republik und Kaiserzeit

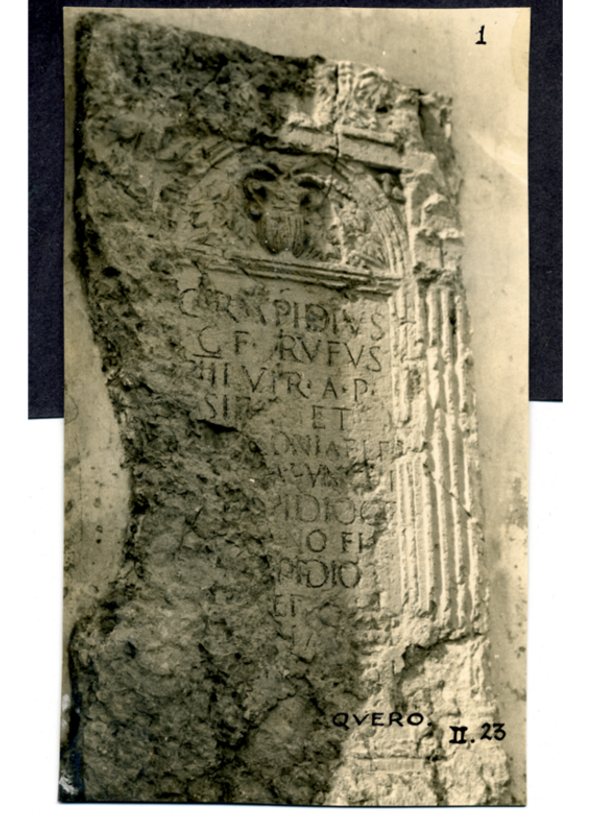
Foto einer Inschrift an der Via Claudia Augusta Altinate, das zwischen 1935 und 1938 während der Ausgrabungen unter Leitung von Alessio De Bon im Auftrag des Istituto Veneto di Scienze, Lettere ed Arti entstand.

In römischer Zeit wird die Siedlung von Velleius Paterculus (2.72.2) in seinem Werk zum römischen Bürgerkrieg im Jahr 42 v. Chr. erwähnt; auch Vitruv (1.41.11) und Strabo (5.214), Plinius (3.126) sowie Tacitus (Hist. 3.6.) und Martial (4.25.1) erwähnen sie. Doch liefern sie nur äußerst knappe Hinweise zur städtischen Struktur und Entwicklung.
Ende des 2. Jahrhunderts v. Chr., als die Ansiedlung bereits fast tausend Jahre bestand (località Fornace), wurde die Region römisch. Ab 131 v. Chr. entstand die Via Annia, die Hadria mit Patavium und von dort ostwärts über Altinum und Concordia mit Aquileia verband. Wahrscheinlich erreichte auch die Via Popilia die Stadt. Die beiden Straßen wurden auf Dämmen errichtet, so dass sie sicher vor dem Überschwemmungen durch den Sile oder die Lagune waren, die auch die Stadt umgab. 
Zwischen 89 und 49 v. Chr. begann die verstärkte Urbanisierung, nachdem die Bewohner der Region das volle Bürgerrecht erhalten hatten und aus der Stadt ein Municipium geworden war. Der Status einer Colonia gilt als nicht gesichert, wenn auch als wahrscheinlich.
Ihre größte Ausdehnung erreichte die Stadt im 1. Jahrhundert, ihre Blütezeit lag zwischen dem 1. Jahrhundert v. und dem 2. Jahrhundert n. Chr. Im 1. Jahrhundert umfasste das Pomerium der Stadt eine Fläche von 120 ha. Sie hatte, wie es in dieser Zeit üblich war, keine Stadtmauern; stattdessen war sie von sumpfigem Gebiet und Kanälen umgeben. 
Die Pferde der Veneter wurden nach und nach durch Schafe abgelöst, denn Altinum wurde eine wichtige Produktionsstätte und eine Handelsdrehscheibe für Wolle. Zahlreiche Funde von Gewichten für Webrahmen deuten darauf hin, dass hier in größerem Maßstab Wolle produziert und verarbeitet wurde, zumal Martial die dortige Wolle hervorhebt vor allem wohl die weiße Wolle, die schon Plinius lobte (Naturalis historia VIII 190). Derselbe meint, die Villen von Altinum könnten sich mit denen von Baiae messen (Mart. 4,25). Auf der heutigen Insel Lio Piccolo und anderen Inseln ließen sich archäologisch Wirtschaftsbauten und Villen nachweisen, die belegen, dass Altinum dieses Gebiet, das zu dieser Zeit den Lagunenrand darstellte, als Hafen nutzte, aber auch zur Gewinnung von Meersalz.
Unter Tiberius entstanden einige öffentliche Gebäude, genannt werden Tempel, Porticus und Gärten.
Unter Claudius wurde die Stadt zum Ausgangspunkt einer bereits von Drusus ins Auge gefassten Straßenverbindung zur Donau, der Via Claudia Augusta. Im dortigen Abschnitt befand sich ein Damm, der in den 1920er Jahren abgetragen wurde. Vor dem Hintergrund der großen Bedeutung der Stadt ist es vielleicht kein Zufall, dass Lucius Verus, der Mitkaiser Marc Aurels, hier die letzten Tage seines Lebens verbrachte. Eine kaum noch lesbare Inschrift deutete darauf hin, dass möglicherweise unter Hadrian Renovierungsmaßnahmen durchgeführt wurden.
Ab dem 2. Jahrhundert lässt sich ein Rückgang erkennen, der wahrscheinlich auch ökologische Ursachen hatte und sich im 3. Jahrhundert verstärkte.

### Bistum (vor 400), Niedergang

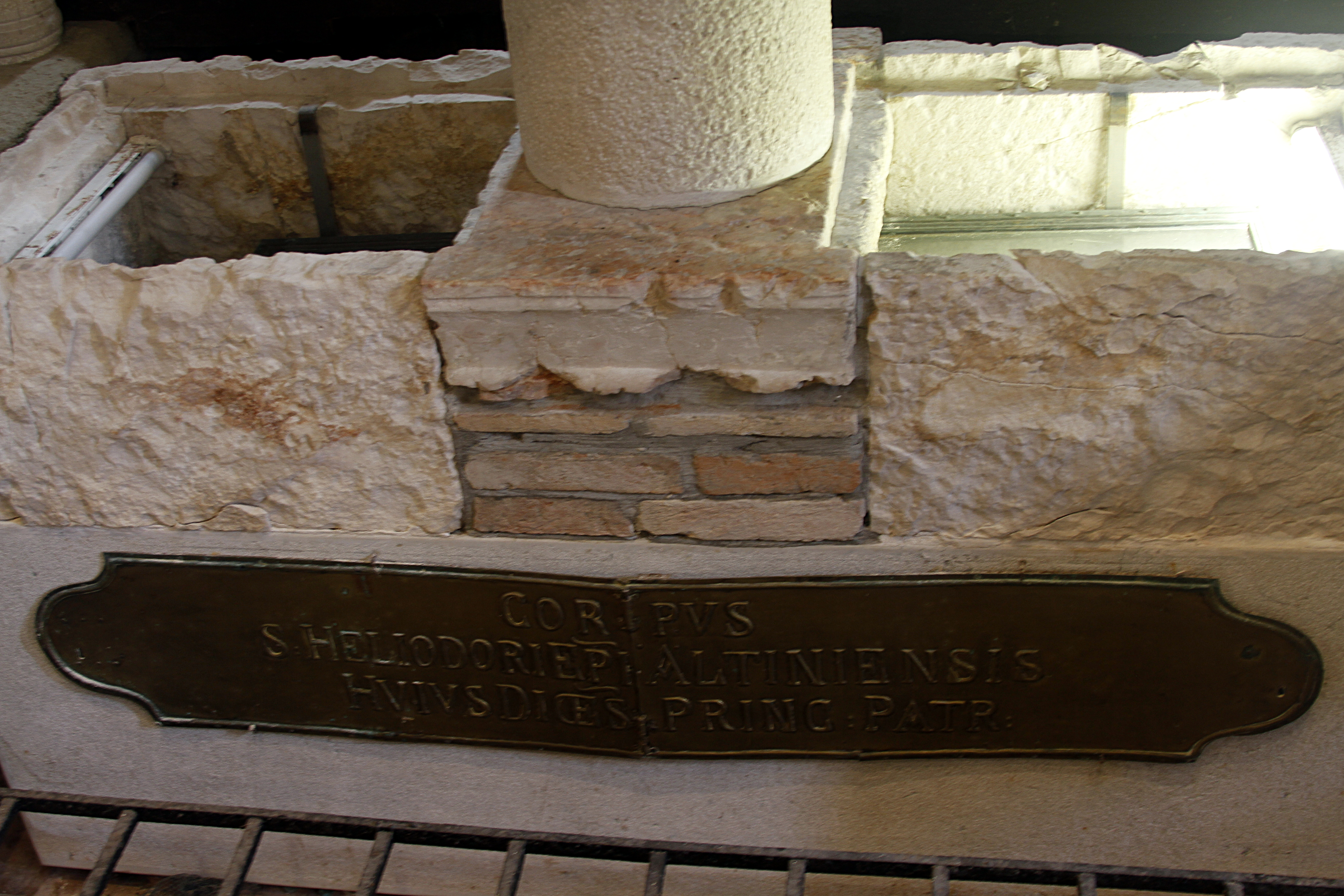
Altar mit den Reliquien des hl. Heliodorus, Santa Maria Assunta auf der Laguneninsel Torcello

Als erster Bischof gilt Heliodorus (* um 330/340 in Dalmatien; † nach 404), der das Amt vor 381 übernahm. Heliodorus nahm im Jahr 381 an jenem Konzil in Konstantinopel teil, das den Arianismus verdammte. Zuvor war er Militäroffizier gewesen, um danach als Asket und Mönch in Syrien, dann in Aquileia zu leben.
Allerdings begann die Umgebung der Stadt bereits seit dem 3. Jahrhundert zu versumpfen, der Hafen der Stadt wurde zunehmend unbenutzbar. Einen derartigen Niedergang erlebten ab dem 4. Jahrhundert allerdings zahlreiche andere Städte ebenfalls.

### Zerstörung durch Attila (452), Besiedlung Torcellos, Ostgoten
Altinum wurde 452 durch Attilas Truppen zerstört. Folgt man der venezianischen Historiographie, so gründeten Flüchtlinge aus Altino die Siedlung auf Torcello, ebenso wie Ammiana, das im 7. Jahrhundert unterging.

### Langobarden und Ostrom (ab 568)

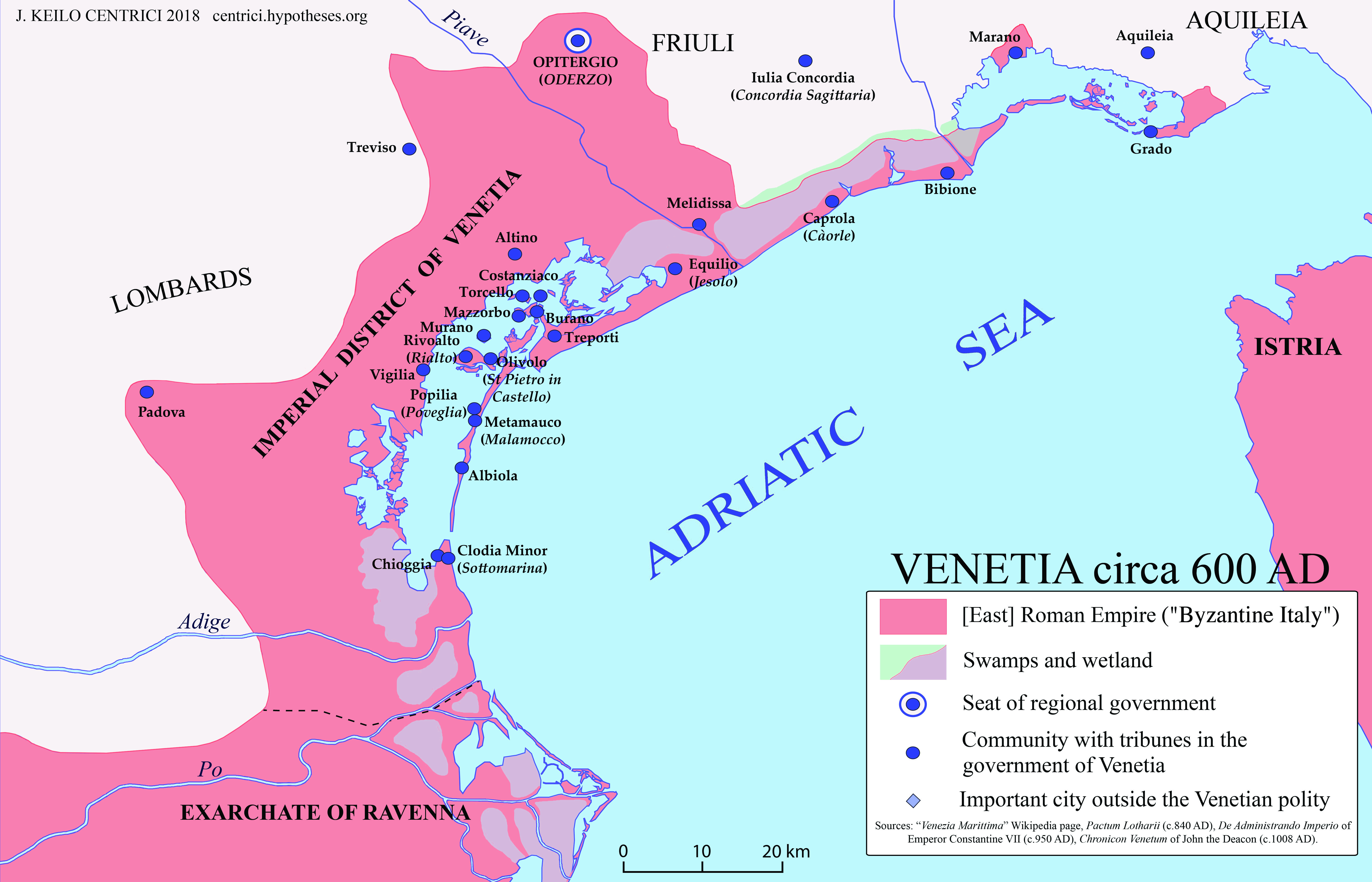
Das oströmische Gebiet im Osten Venetiens um 600

Der ersten Welle der langobardischen Landnahme ab 568/69 konnte die Stadt widerstehen, fiel jedoch wenige Jahre später an die neuen Herren Oberitaliens. 590 gelang es einem gemeinsamen Unternehmen von Franken und Oströmern, die Stadt zurückzuerobern. Zunächst wurde Altinum Sitz der Provinzverwaltung, die allerdings inzwischen auf den schmalen Küstenstreifen geschrumpft war.
Der Bischofssitz von Altino wurde auf die leichter zu schützende Insel Torcello verlegt, deren Bischof Maurus behielt allerdings den Titel eines Bischofs von Altinum. 639/640 eroberten Langobarden die Stadt, die Bevölkerung floh auf die Insel. 639 begann auf Torcello der Bau der Kirche Santa Maria Assunta, die die Reliquien des Heliodorus, des ersten Bischofs von Altinum aufnahm.
Die archäologischen Untersuchungen ergaben zum einen, dass die Langobarden die Stadt nicht besiedelten, sondern, dass sie erneut von Oströmern besiedelt wurde. Dies geschah allerdings in wesentlich reduziertem Umfang.
Zum anderen zeigte sich, dass die auf Torcello errichtete Insel eine Besonderheit aufwies, die man sonst nur von zwei Befestigungswerken in Altinum kennt: Ihr Fundament ruht ausnahmsweise nicht auf den sonst üblichen, in den Untergrund getriebenen Holzpfählen und einem Schwellrost, sondern die acht Säulen der Kirche sowie ihre Front lagern auf Steinplatten, die ihrerseits auf Ziegeln und mit Kalk und Sand versetztem Mörtel ruhen. Zwischen diesen Blöcken der Säulen wurden Kanäle gezogen, die mit Sand und Keramikscherben verfüllt wurden. Erst diese Lage konnte aufgrund ihrer Porosität auf den stark schwankenden Feuchtigkeitsgehalt des Untergrunds reagieren, womit eine Art Drainage-System entstand, das Bauten auf Untergrund zuließ, der dafür ansonsten ungeeignet war.

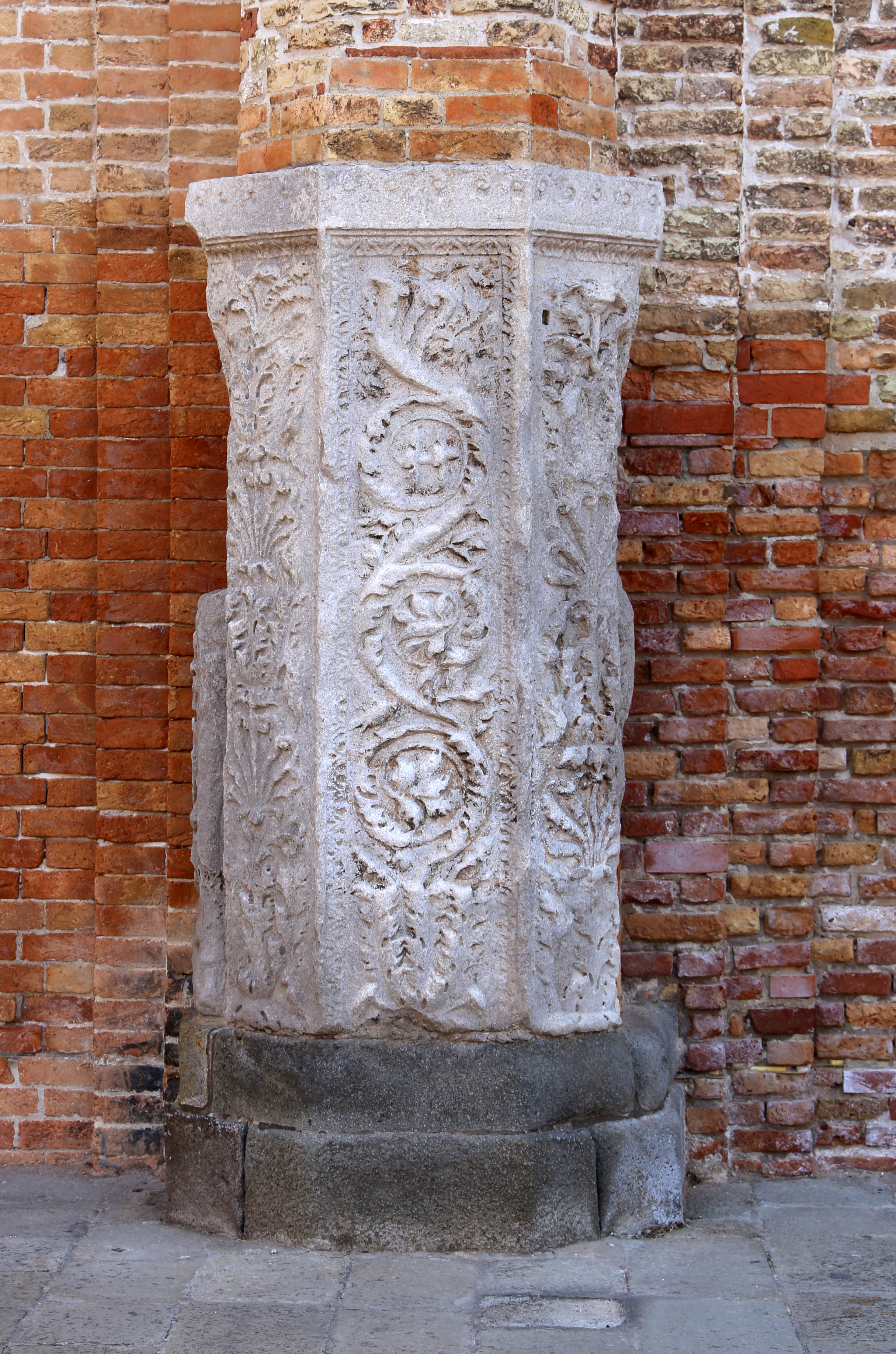
Reliefs des 2. Jahrhunderts nebst Inschriften des 8. Jahrhunderts, heute in Ss. Maria e Donato auf Murano

Da die Langobarden um diese Zeit auch Oderzo (Opitergium) eroberten, reduzierte sich die oströmisch-byzantinische Herrschaft endgültig auf die Inseln in der Lagune. Der Sitz der Provinzverwaltung ging nach Herakleia, die Bevölkerung von Altinum zog nach Torcello. Wohl 643 kam es zur Schlacht an der Scultenna, in der Langobarden die Truppen des Exarchen Isaakios (624/25–643) schlugen und in der die Oströmer nach Paulus Diaconus 8.000 Mann verloren.

### Endgültige Zerstörung durch Ungarn (um 900), Spolien
899/900 erreichten ungarische Plünderer die Lagune und zerstörten die Stadt, deren Überreste auf dem Gebiet des Ortes San Michele del Quarto liegen. Noch eine Urkunde Ottos I. vom 13. Juli 960 nennt die Straße von Altino über Concordia nach Aquileia die „via Ungarorum“.
Das Gebiet einschließlich der Stadt wurde vollständig aufgegeben, erst Bonifikationen des 20. Jahrhunderts gestatteten wieder eine landwirtschaftliche Nutzung. Allerdings wurde die Ruinenstadt über mehrere Jahrhunderte als Steinbruch benutzt, bis sie unter Schwemmland bedeckt war.
Jacopo Filiasi behauptet in seinem 1796 erschienenen Opus Memorie storiche de' Veneti primi e secondi, aus einer Chronik in Volgare, der venezianischen Volkssprache, sei zu entnehmen, dass der legendäre Reichtum der Familie Ziani auf Gold zurückgehe, das in Altinum gefunden worden sei.
Zahlreiche Artefakte aus der Stadt ließen sich in Bauwerken im heutigen Zentrum Venedigs nachweisen, wie etwa im Palazzo Grimani oder San Lorenzo di Castello, aber auch in San Donato auf Murano, in Santa Maria Assunta. Nur ein Santo Stefano geweihtes Kloster, Santo Stefano di Altino, überdauerte den Ruin der Stadt bis zur Belagerung durch die Ungarn um 900. Die Mönche siedelten ins Kloster Santi Felice e Fortunato di Ammiana um, da die Laguneninseln besseren Schutz versprachen, als der Rand der Lagune.

## Wasserwege, Straßennetz
Altinum dürfte von einer seichten Lagune umgeben gewesen sein. Im 1. Jahrhundert konnte man auf Wasserwegen, also über Kanäle und durch die Lagune von Venedig, von Ravenna nach Altinum gelangen. Die fossa Clodia, die bis Chioggia reichte, und die Booten die Vorbeifahrt an Pellestrina, Poveglia und Metamaucum gestattete, ließ den Verkehr von Ravenna entlang dieser Wasserwege über S. Pietro di Castello, Murano, San Giacomo in Paludo und Torcello bis nach Altinum zu. Hafenstrukturen mit zwei Magazinen (?), die 47 mal 42 und 50 mal 46 m maßen, fand man unweit Treporti (Canal Scanello). Dabei war das im 10. Jahrhundert verlassene und heute am Festland liegende Altino im Frühmittelalter von seichten Lagunengewässern umgeben, die die Römerstraßen auf Dämmen überwanden.
In römischer Zeit, so wiesen archäologische Grabungen nach, befand sich zwischen Altinum und Chioggia eine Straße, die Teil eines Verkehrsnetzes war. Der Wasserspiegel der Lagune lag zu dieser Zeit etwa zwei Meter tiefer als heute. Die längste bisher fassbare Struktur maß 2,7 Meter in der Höhe, sie war 52,7 m lang und ließ sich über eine Gesamtlänge von 1140 m nachweisen.

## Forschung

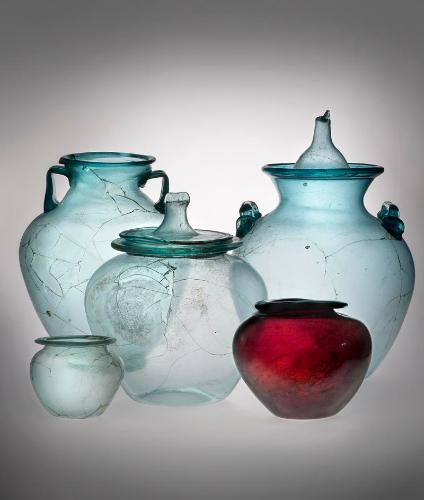
Gläserne Gefäße im Museo Archeologico Nazionale di Altino

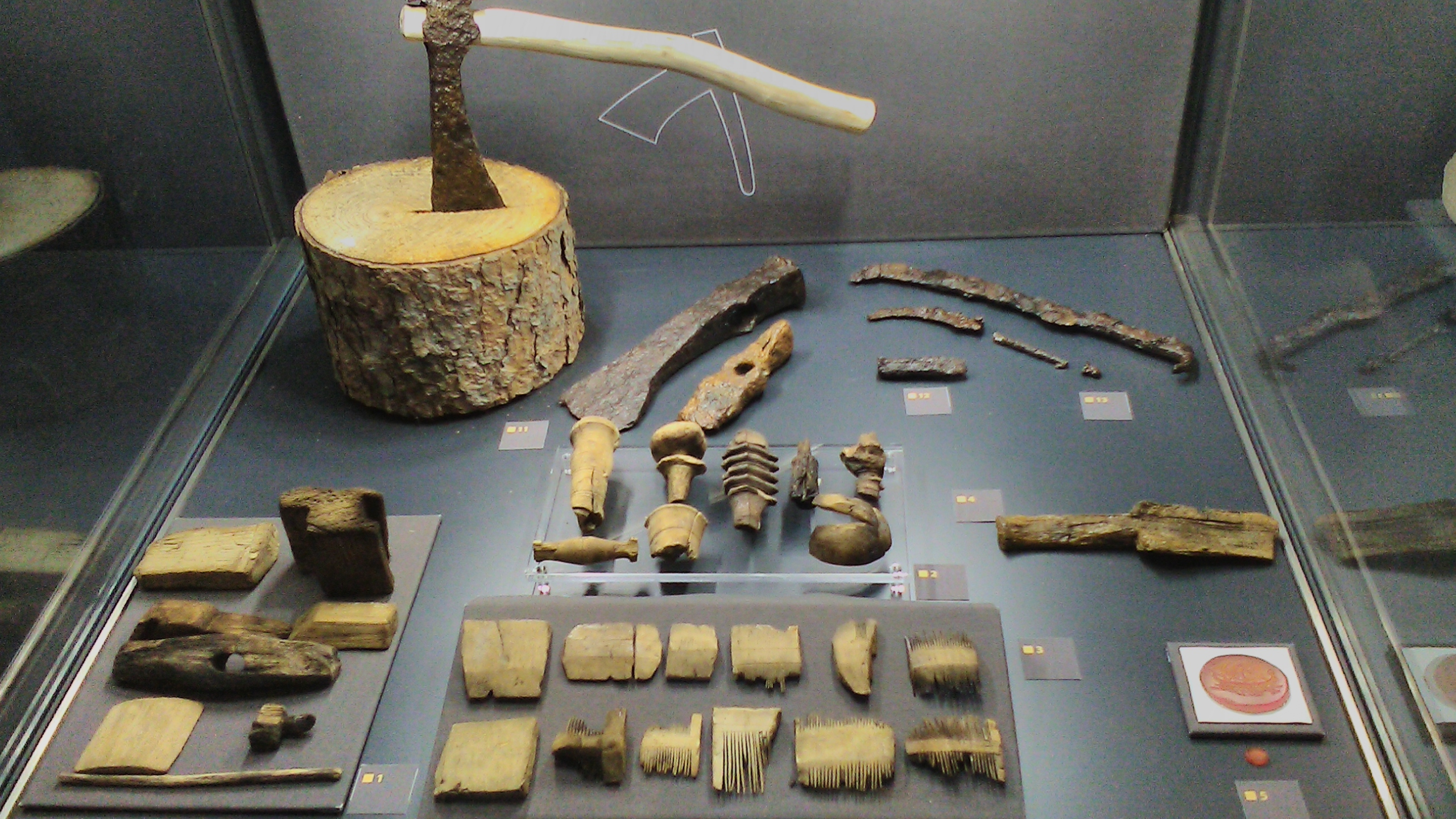
… und solche aus Holz

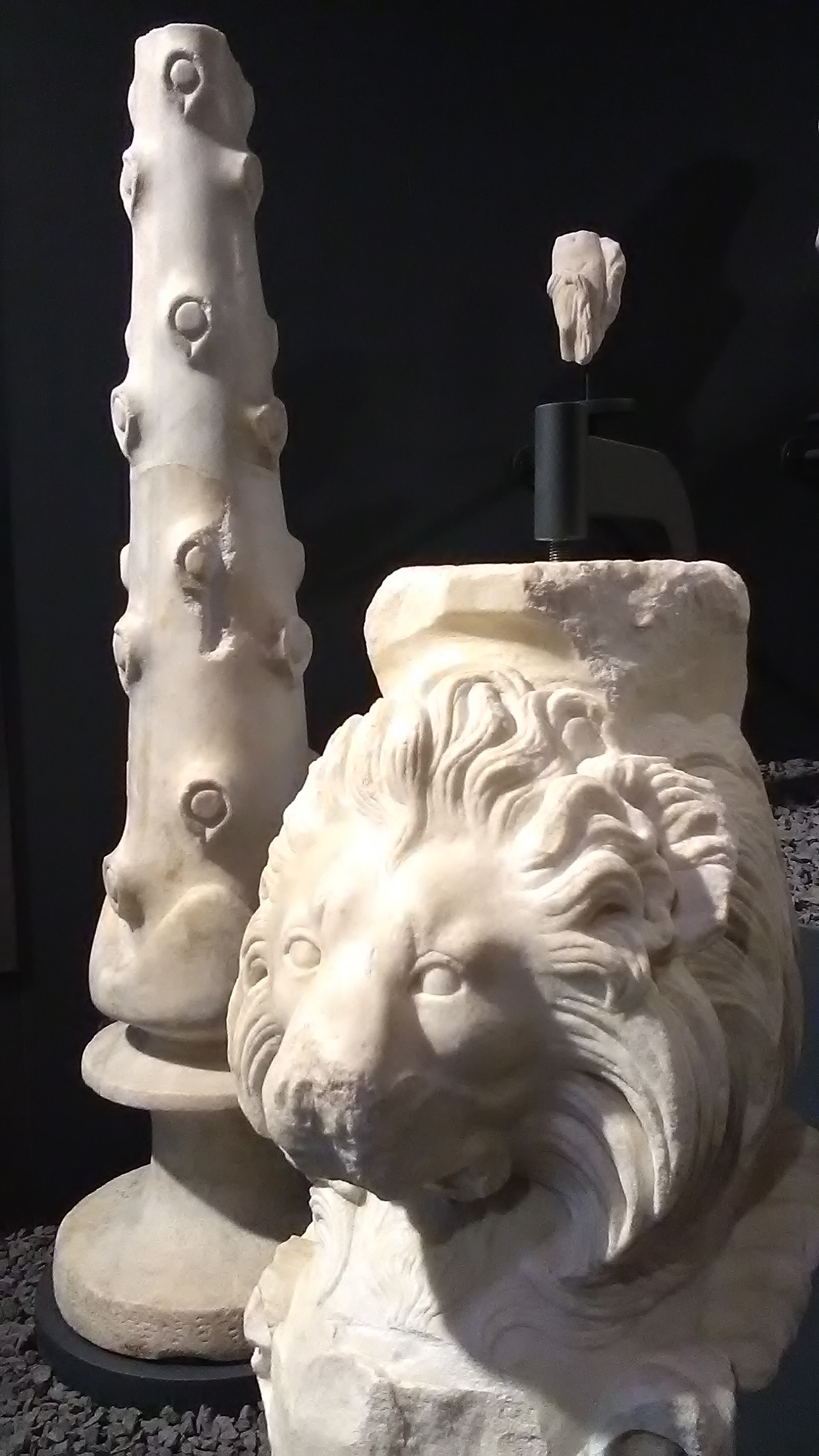
Löwenkopf

Die Ruinen der Stadt wurden nie überbaut und blieben daher im Zustand des Frühmittelalters zurück. Unklar ist, wie Stücke aus dem Bereich des Theaters bereits in den 1950er Jahren in das Museum gelangen konnten. Die Universität Venedig, Ca' Foscari, konzentrierte ihre archäologischen Aktivitäten ab 1997 unter anderem auf Altino und schloss 1999 ein dementsprechendes Übereinkommen mit der zuständigen Soprintendenza per i Beni Archeologici del Veneto. Dazu gehörte auch die Einrichtung einer Grabungsschule. Fünf Publikationen befassten sich mit den Erträgen der Grabungen, darunter eine zu den kultischen Einrichtungen entlang der Via Annia mit dem Schwerpunkt Altinate. Unterstützung erfolgte von 2007 bis 2010 durch das Projekt Via Annia, das von Arcus, der Region Venetien und der Kommune Padua getragen wird, sowie von mehreren Kommunen entlang der antiken Straße. Koordinatorin war Francesca Veronese.
Luftbildarchäologen fertigten im besonders trockenen Sommer 2007 Aufnahmen im sichtbaren und infraroten Bereich an. Sie konnten dadurch detaillierte Informationen über den Straßenplan und viele Gebäude erhalten.
Ein Team von Geomorphologen der Universität Padua wertete die Fotos aus. An Bauwerken wurden Stadtmauern, ein Theater, ein Odeon, eine mehr als 60 m lange Basilika und ein Forum mit Tempeln nachgewiesen. Weitere Flächen zeigen ein Straßenraster mit Wohnbebauung sowie zwei Kanäle, die sich durch die Stadt zogen. Zu ihrer Blütezeit war die Stadt etwas mehr als doppelt so groß wie Pompeji, das 44 ha umfasste. Diese Aufnahmen regten die Forschung stark an, so dass selbst die Tourismusindustrie stärker auf die Via Annia und die dortigen Ausstellungsorte aufmerksam wurde.